# Нефедово (Рыбинский район)
Нефёдово — деревня Макаровской сельской администрации Судоверфского сельского поселения Рыбинского района Ярославской области .
Деревня расположена на северо-западной окраине города Рыбинска, к западу от железнодорожной ветки местного промышленного назначения, ведущей от станции Рыбинск на левый берег Волги через плотину и шлюзы Рыбинского водохранилища. Южнее Нефёдово деревня Крохино, а севернее деревня Копосово. Нефёдово расположено на открытой местности, но к западу от Нефёдово обширный лесной массив, в центре которого деревни Большое и Малое Андрейково и Кошелево .
Деревня Нефедова указана на плане Генерального межевания Рыбинского уезда 1792 года.
На 1 января 2007 года в деревне числилось 3 постоянных жителя. Деревня обслуживается почтовым отделением 16 в Рыбинске. По почтовым данным в деревне 19 домов. Улицы не именуются .